# Ѕ
Ѕ (تُنطق: دزي) هو حرف من الأبجدية السيريلية يُستخدم في اللغة المقدونية لتمثيل الصوت /d͡z/، المشابه للنطق الإنجليزي في الكلمات مثل kids وneeds. يُشبه شكله الحرف اللاتيني S، لكنه حرف مختلف تمامًا من حيث الأصل والنطق والاستخدام.

## الاستخدام الحديث وإعادة الإحياء
بالرغم من أن الحرف زلو (Dzelo) أصبح متقادمًا تمامًا في جميع أنحاء العالم السيرلي بحلول القرن التاسع عشر، فقد أُعيد استخدامه عام 1944 من قِبل واضعي الأبجدية الخاصة باللغة المقدونية التي تم تقنينها حديثًا آنذاك. يُوجد هذا الصوت أيضًا في اللغة اليونانية (ΤΖ / τζ) واللغة الألبانية (X / x)، وهما لغتان غير سلافيتين مجاورتان للمقدونية، وكلها تنتمي إلى المنطقة اللغوية البلقانية.
في أوائل القرن الحادي والعشرين، ظهر نفس الحرف أيضًا في اقتراح فوييسلاف نيكشيفيتش لأبجدية جديدة للغة المونتينيغرية الحديثة.

## الأشكال والمقارنات
الشكل الشائع المبكر للحرف (Ѕ ѕ) يشبه الحرف اللاتيني S (S s)، ولكنه يُرى أيضًا بشكل معكوس (Ꙅ ꙅ) مثل الحرف اللاتيني Ƨ (Ƨ ƨ)، أو كحرف Z مع ذيل وشرط صغير (Ꙃ ꙃ).
تستخدم اللغة الأبخازية الحرف Ӡ (Ӡ ӡ)، لأداء وظيفة مماثلة من حيث الصوت والاسم، رغم اختلاف الشكل.

## السلافية الكنسية

الكلمات الجذرية السبع التي تبدأ بالحرف دزلو (ѕ).

الحرف مشتق من ѕѣло (يُنطق: دزلو) في الأبجدية السيريلية القديمة، حيث كانت له القيمة العددية 6. وكان هذا الحرف نفسه مأخوذًا من الحرف دزلو في الأبجدية الغلاغوليتية، حيث كان يُكتب Ⰷ وكانت له القيمة العددية 8.
في السلافية الكنسية القديمة كان يُسمى ѕѣло (دزلُو), وفي اللغة السلافية الكنسية يُسمى ѕѣлѡ (زيلُو).
أصل الحرف في الأبجدية الغلاغوليتية غير واضح، لكن ربما تأثر الحرف السيرلي Ѕ بالحرف اليوناني ستيغما (Ϛ)، وهو الشكل الوسيط من الحرف ديغاما القديم، والذي كان له نفس الشكل والقيمة العددية (6). وبالتالي فإن التشابه بين Ѕ وS اللاتيني يبدو إلى حد كبير مجرد صدفة.
الصوت الأصلي لحرف Ѕ في السلافية الكنسية القديمة كان ناعمًا: /d͡z/ أو /z/، وكان عادة ما يأتي من الحرف *g الملين تاريخيًا (مثل: ноѕѣ، ѕвѣзда). في معظم اللهجات السلافية تطور هذا الصوت إلى /z/، لكن في لهجات البلغار والمقدونيين ظل مميزًا.
في فترة العصور الوسطى، بدأ التداخل بين Ѕ وЗ، وأصبح استخدام Ѕ شكليًا فقط في اللغة السلافية الكنسية بعد منتصف القرن السابع عشر.
تمييز الحرف Ѕ عن З في تلك اللغة كان يعتمد على ما يلي:
- يستخدم Ѕ فقط في الكلمات الجذرية السبع: ѕвѣзда، ѕвѣрь، ѕеліе، ѕлакъ، ѕлый، ѕмій، ѕѣлѡ (نجمة، وحش، نبات، عشبة، غاضب، تنين، جدًا).
- يستخدم З في باقي الحالات.
- Ѕ = القيمة العددية 6، بينما З = القيمة العددية 7.